# Abdul Latif
Abdelatif (en árabe: عبد اللطيف‎) es un nombre masculino musulmán y actualmente también un apellido. Se construye a partir de las palabras árabes Abd, al- y Latif. El nombre significa "siervo del Todo-amable", siendo Al-Latīf uno de los nombres de Dios en el Corán, que dan origen a los nombres teofóricos musulmanes.
La letra a del al no está estresada, y puede ser transliterada por casi cualquier vocal, a menudo por e. Así que la primera parte puede aparecer como Abdel, Abdul o Abd-al. La segunda parte puede aparecer como Latif, Lateef o de otras maneras. El nombre completo está sujeto a espaciamiento variable y la separación de palabras.